# کیلکرگان
کیلکرگان (به انگلیسی: Kilcreggan) یک روستا در بریتانیا است که در آرگایل و بوت واقع شده‌است.